# Октябрське (Стерлітамацький район)
Октя́брське (рос. Октябрьское, башк. Октябрьский) — село у складі Стерлітамацького району Башкортостану, Росія. Входить до складу Октябрської сільської ради.
Населення — 977 осіб (2010; 1000 в 2002).
Національний склад:
- росіяни — 47%
- татари — 27%